# (9565) Тихонов
(9565) Тихонов (лат. Tikhonov) — типичный астероид главного пояса, открыт 18 сентября 1987 года советским астрономом Людмилой Черных в Крымской астрофизической обсерватории и 24 июня 2002 года назван в честь советского математика Андрея Тихонова.

## Обнаружение и именование
(9565) Тихонов
Открыт 18 сентября 1987 года в Крымской астрофизической обсерватории Л. И. Черных.
Русский математик и профессор Московского государственного университета Андрей Николаевич Тихонов (1906—1993) известен своими фундаментальными исследованиями в области топологии, функционального анализа, теории дифференциальных и интегральных уравнений, математической физики и вычислительной математики.
Оригинальный текст (англ.)9565 Tikhonov
Discovered 1987 Sept. 18 by L. I. Chernykh at the Crimean Astrophysical Observatory.
Russian mathematician Andrej Nikolaevich Tikhonov (1906—1993), a professor at Moscow State University, is known for his fundamental research in topology, functional analysis, theory of differential and integral equations, mathematical physics and computional mathematics.
Источники: 20020624/MPCPages.arc; M.P.C. 46009.

## Орбита

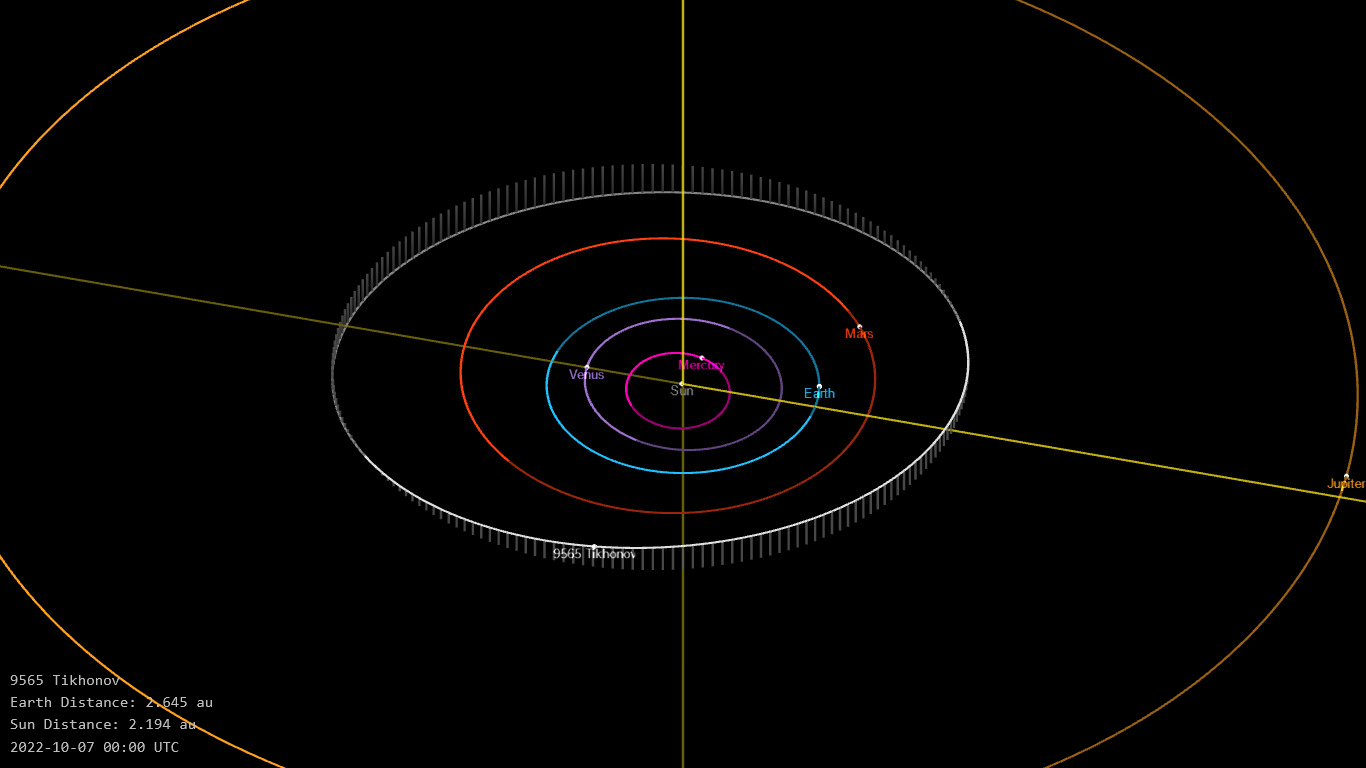
Орбита астероида Тихонов и его положение в Солнечной системе

## Физические характеристики
Астероид относится к таксономическому классу V.
По результатам наблюдений в видимом и ближнем инфракрасном диапазоне космического телескопа NEOWISE диаметр астероида оценивался равным 4,521±0,221 км. Согласно тем же источникам альбедо оценивается как 0,2861±0,0767 и 0,286±0,077.